# Hana Mandlíková
Hana Mandlíková (née le 19 février 1962 à Prague) est une joueuse de tennis tchécoslovaque, devenue australienne en 1988.
Le plus souvent éclipsée par ses deux glorieuses rivales, Chris Evert et Martina Navrátilová, elle s'est néanmoins constitué un palmarès d'exception, riche notamment de quatre tournois du Grand Chelem. Entre 1982 et 1986, la Tchécoslovaque est ainsi la seule joueuse à s'être imposée dans un des quatre Majeurs en dehors de Navrátilová et Evert, qu'elle a d'ailleurs toutes deux battues consécutivement à l'occasion de son triomphe à l'US Open en 1985.
Sa fille, Elizabeth Mandlik, également tenniswoman, joue aussi à un haut niveau.

## Carrière tennistique

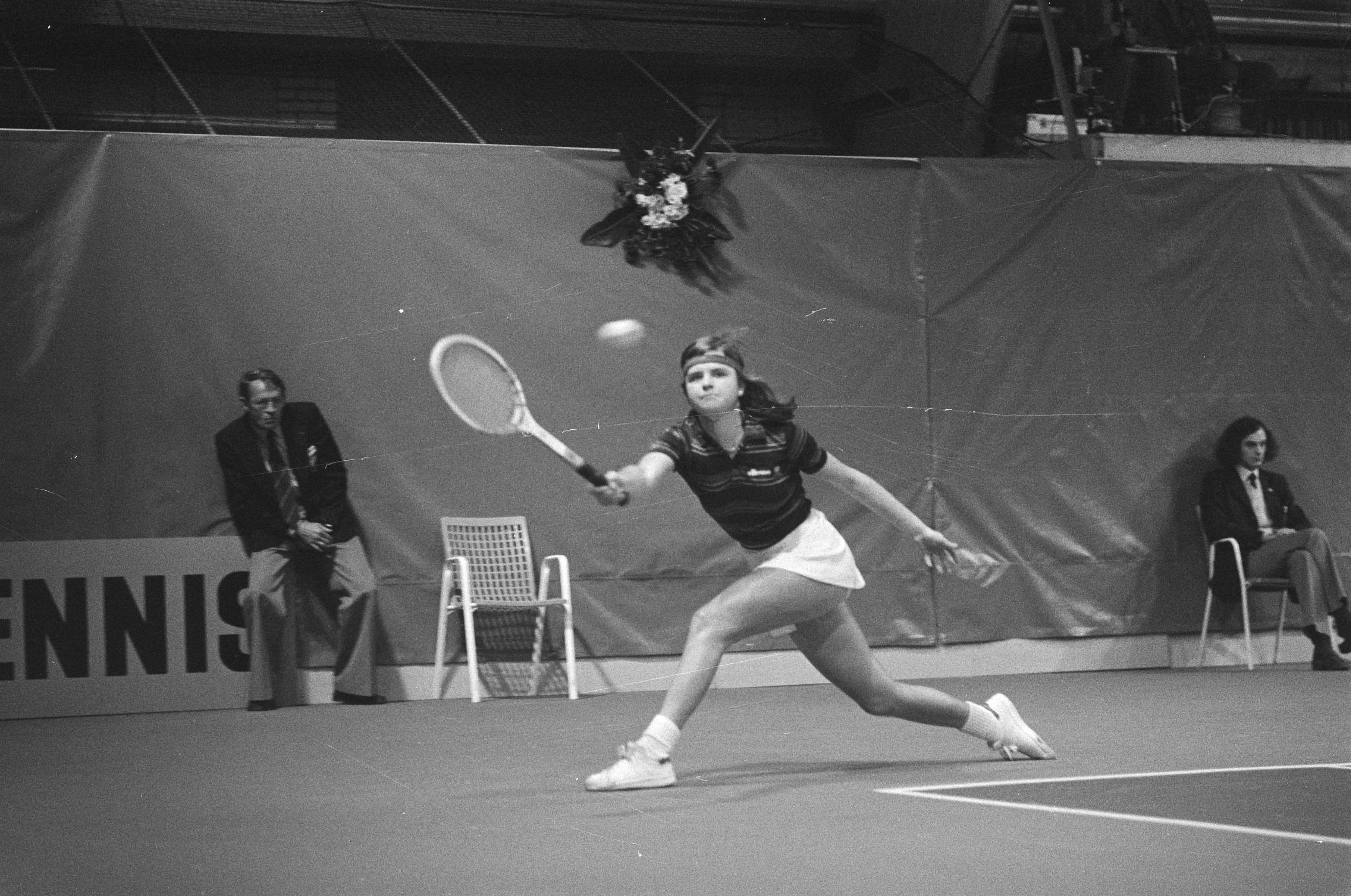
Hana Mandlíková à Amsterdam en 1980.

Hana Mandlíková commence sa carrière professionnelle sur le circuit WTA en 1978, année où, à dix-sept ans, elle devient championne du monde junior et gagne son premier tournoi à Barcelone. En progrès rapides, elle remporte quatre titres en 1979 et six autres en 1980. En décembre 1980, elle décroche précisément, face à Wendy Turnbull, son premier titre du Grand Chelem à l'Open d'Australie, trois mois après avoir concédé une finale à l'US Open contre Chris Evert. Elle termine l'année numéro quatre mondiale.
En juin 1981, elle s'impose à Roland-Garros en prenant sa revanche sur Chris Evert en demi-finale. Un mois plus tard à Wimbledon, elle parvient pour la quatrième fois consécutive en finale d'un tournoi du grand chelem mais échoue cette fois-ci face à Evert en deux sets.
Plus inconstante en 1982, son seul coup d'éclat est une finale à l'US Open : victorieuse de la tenante du titre Tracy Austin en quart de finale, elle est à nouveau dominée par Chris Evert à la conclusion. Elle recule de la cinquième à la septième place à l'issue de la saison.
Au terme d'une année 1983 catastrophique (pas mieux que deux quarts en Grand Chelem et aucun titre WTA), la Tchécoslovaque ne figure plus parmi les dix meilleures joueuses du monde. Elle se ressaisit dès 1984 avec deux demi-finales à Roland-Garros et Wimbledon (respectivement éliminée par Navrátilová et Evert), cinq tournois WTA, et la troisième place mondiale derrière Evert et Navrátilová. Cette année-là, elle est l'une des deux seules joueuses, avec Helena Suková, à avoir réussi à battre l'incontestable numéro un mondiale Navrátilová.
C'est en 1985 qu'elle réalise la plus grande performance de sa carrière : à l'US Open, elle enlève le titre en triomphant successivement de ses deux indéfectibles rivales, Evert dans le dernier carré, puis Navrátilová lors d'une finale à suspense.
En 1986, si Navrátilová prend sa revanche en finale des Masters et de Wimbledon, Mandlíková y bat à chaque fois la numéro deux Chris Evert. À Roland-Garros, elle sauve une balle de match contre Steffi Graf en quart de finale, puis perd face à… Evert. Elle conclut l'année au quatrième rang, derrière l'étoile montante Graf. Elle s'illustre aussi en double dames, avec deux finales en Grand Chelem à Wimbledon et à l'US Open, ainsi qu'une victoire aux Masters avec sa partenaire Wendy Turnbull.
Elle remporte son dernier Majeur en 1987, en Australie. En l'absence de Graf et Evert, elle se défait de Navrátilová en deux manches.
À partir de 1988, où elle devient citoyenne australienne, Mandlíková est victime de blessures à répétition. Ses résultats déclinent alors brutalement. Jusqu'à sa retraite sportive à 28 ans, en juillet 1990, elle n'ajoute aucun titre en simple à son palmarès et quitte définitivement le Top 10. En 1989, elle acquiert toutefois son unique tournoi du Grand Chelem en double dames, à Flushing Meadows aux côtés de Martina Navrátilová.
Dans les années 1990, elle devient l'entraîneur de Jana Novotná (réputée comme elle pour son mental fragile), qu'elle mène au succès à Wimbledon en 1998.
En 2005, les journalistes américains de Tennis Magazine ont élu Hana Mandlíková au 33e rang des « quarante plus grands champions de tennis de ces quarante dernières années » (hommes et femmes confondus), derrière Tracy Austin (32e) et devant Lleyton Hewitt (34e).
Depuis sa retraite, elle élève ses enfants avec sa compagne.
Elle est membre du International Tennis Hall of Fame depuis 1994.

## Palmarès

### Titres en simple dames
| No | Date       | Nom et lieu du tournoi                   | Catégorie      | Dotation    | Surface         | Finaliste           | Score           |          |
| -- | ---------- | ---------------------------------------- | -------------- | ----------- | --------------- | ------------------- | --------------- | -------- |
| 1  | 09-10-1978 | Spanish Open, Barcelone                  |                | NC          | Terre (ext.)    | Sabina Simmonds     | 6-1, 5-7, 6-3   | Parcours |
| 2  | 05-02-1979 | Avon Futures of Montreal, Montréal       | Futures        | 25 000 $    | Dur (int.)      | Leslie Allen        | 7-6, 6-2        | Parcours |
| 3  | 23-07-1979 | Head Cup Austrian Open, Kitzbühel        |                | 13 500 $    | Terre (ext.)    | Sylvia Hanika       | 2-6, 7-5, 6-3   | Parcours |
| 4  | 26-11-1979 | Toyota Classic, Melbourne                | Colgate Series | 100 000 $   | Gazon (ext.)    | Wendy Turnbull      | 6-3, 6-2        | Parcours |
| 5  | 10-12-1979 | Berri South Australia Classic, Adélaïde  | Colgate Series | 50 000 $    | Gazon (ext.)    | Virginia Ruzici     | 7-5, 2-2, ab.   | Parcours |
| 6  | 17-12-1979 | Nabisco New South Wales Open, Sydney     |                | 50 000 $    | Gazon (ext.)    | Bettina Bunge       | 6-3, 3-6, 6-3   | Parcours |
| 7  | 18-08-1980 | Volvo Women's Cup, Mahwah                |                | 100 000 $   | Dur (ext.)      | Andrea Jaeger       | 6-7, 6-2, 6-2   | Parcours |
| 8  | 22-09-1980 | Davidson’s Classic, Atlanta              |                | 100 000 $   | Moquette (int.) | Wendy Turnbull      | 6-3, 7-5        | Parcours |
| 9  | 27-10-1980 | Stockholm Open, Stockholm                |                | 75 000 $    | Moquette (int.) | Bettina Bunge       | 6-2, 6-2        | Parcours |
| 10 | 10-11-1980 | Dutch International Indoors, Amsterdam   |                | 75 000 $    | Moquette (int.) | Virginia Ruzici     | 5-7, 6-2, 7-5   | Parcours |
| 11 | 24-11-1980 | Toyota Australian Open, Melbourne        | G. Chelem      | 200 000 $   | Gazon (ext.)    | Wendy Turnbull      | 6-0, 7-5        | Parcours |
| 12 | 08-12-1980 | National Panasonic Open, Adélaïde        |                | 125 000 $   | Gazon (ext.)    | Sue Barker          | 6-2, 6-4        | Parcours |
| 13 | 16-02-1981 | Avon Championships of Houston, Houston   |                | 100 000 $   | Moquette (int.) | Bettina Bunge       | 6-4, 6-4        | Parcours |
| 14 | 25-05-1981 | Roland-Garros, Paris                     | G. Chelem      | 300 000 $   | Terre (ext.)    | Sylvia Hanika       | 6-2, 6-4        | Parcours |
| 15 | 24-08-1981 | Volvo Tennis Cup, Mahwah                 |                | 100 000 $   | Dur (ext.)      | Pam Casale          | 6-2, 6-2        | Parcours |
| 16 | 02-01-1984 | Virginia Slims of Washington, Washington | VS Tour C3     | 150 000 $   | Moquette (int.) | Zina Garrison       | 6-1, 6-1        | Parcours |
| 17 | 09-01-1984 | Virginia Slims of California, Oakland    | VS Tour C3     | 150 000 $   | Moquette (int.) | Martina Navrátilová | 7-6, 3-6, 6-4   | Parcours |
| 18 | 30-01-1984 | Virginia Slims of Houston, Houston       | VS Tour C3     | 150 000 $   | Moquette (int.) | Manuela Maleeva     | 6-4, 6-2        | Parcours |
| 19 | 19-03-1984 | Virginia Slims of Dallas, Dallas         | VS Tour C3     | 150 000 $   | Moquette (int.) | Kathy Jordan        | 7-6, 3-6, 6-1   | Parcours |
| 20 | 26-03-1984 | Virginia Slims of New England, Boston    | VS Tour C3     | 150 000 $   | Moquette (int.) | Helena Suková       | 7-5, 6-0        | Parcours |
| 21 | 18-02-1985 | Virginia Slims of California, Oakland    |                | 150 000 $   | Moquette (int.) | Chris Evert         | 6-2, 6-4        | Parcours |
| 22 | 04-03-1985 | US Indoors, Princeton                    |                | 150 000 $   | Moquette (int.) | Catarina Lindqvist  | 6-3, 7-5        | Parcours |
| 23 | 26-08-1985 | US Open, Flushing Meadows                | G. Chelem      | 1 250 000 $ | Dur (ext.)      | Martina Navrátilová | 7-63, 1-6, 7-62 | Parcours |
| 24 | 29-12-1986 | Jason 2000 Classic, Brisbane             |                | 150 000 $   | Gazon (ext.)    | Pam Shriver         | 6-2, 2-6, 6-4   | Parcours |
| 25 | 12-01-1987 | Ford Australian Open, Melbourne          | G. Chelem      | 695 161 $   | Gazon (ext.)    | Martina Navrátilová | 7-5, 7-61       | Parcours |
| 26 | 23-03-1987 | Virginia Slims of Washington, Washington |                | 150 000 $   | Moquette (int.) | Barbara Potter      | 6-4, 6-2        | Parcours |

### Finales en simple dames
| No | Date       | Nom et lieu du tournoi                         | Catégorie  | Dotation    | Surface         | Vainqueure          | Score              |          |
| -- | ---------- | ---------------------------------------------- | ---------- | ----------- | --------------- | ------------------- | ------------------ | -------- |
| 1  | 14-04-1980 | Murjani WTA Championships, Amelia Island       |            | 100 000 $   | Terre (ext.)    | Martina Navrátilová | 5-7, 6-3, 6-2      | Parcours |
| 2  | 21-07-1980 | Sparkassen Austrian Cup, Kitzbühel             |            | 50 000 $    | Terre (ext.)    | Virginia Ruzici     | 3-6, 6-1, ab.      | Parcours |
| 3  | 25-08-1980 | US Open, Flushing Meadows                      | G. Chelem  | 300 000 $   | Dur (ext.)      | Chris Evert         | 5-7, 6-1, 6-1      | Parcours |
| 4  | 15-09-1980 | Buick Riviera Classic, Las Vegas               |            | 200 000 $   | Dur (int.)      | Andrea Jaeger       | 7-5, 4-6, 6-3      | Parcours |
| 5  | 26-01-1981 | Avon Championships of Chicago, Chicago         |            | 200 000 $   | Moquette (int.) | Martina Navrátilová | 6-4, 6-2           | Parcours |
| 6  | 02-02-1981 | Avon Championships of Detroit, Détroit         |            | 150 000 $   | Moquette (int.) | Leslie Allen        | 6-4, 6-4           | Parcours |
| 7  | 04-04-1981 | Clairol Crown, Carlsbad                        | Exhibition | 200 000 $   | Dur (ext.)      | Chris Evert         | 6-4, 6-3           | Parcours |
| 8  | 22-06-1981 | The Championships, Wimbledon                   | G. Chelem  | 300 000 $   | Gazon (ext.)    | Chris Evert         | 6-2, 6-2           | Parcours |
| 9  | 20-07-1981 | Monaco Women's Tennis, Monte-Carlo             |            | 150 000 $   | Terre (ext.)    | Sylvia Hanika       | 2-6, 6-3, 5-6, ab. | Parcours |
| 10 | 03-05-1982 | Italian Open, Pérouse                          | Series 3   | 100 000 $   | Terre (ext.)    | Chris Evert         | 6-0, 6-2           | Parcours |
| 11 | 14-06-1982 | BMW Championships, Eastbourne                  | Series 5   | 150 000 $   | Gazon (ext.)    | Martina Navrátilová | 6-4, 6-3           | Parcours |
| 12 | 30-08-1982 | US Open, Flushing Meadows                      | G. Chelem  | 632 000 $   | Dur (ext.)      | Chris Evert         | 6-3, 6-1           | Parcours |
| 13 | 24-01-1983 | Avon Tennis Cup, Marco Island                  |            | 100 000 $   | Terre (ext.)    | Andrea Jaeger       | 6-1, 6-3           | Parcours |
| 14 | 22-08-1983 | Virginia Slims of New Jersey, Mahwah           |            | 125 000 $   | Dur (ext.)      | Jo Durie            | 2-6, 7-5, 6-4      | Parcours |
| 15 | 12-11-1984 | Lion’s Cup, Tokyo                              |            | 200 000 $   | Moquette (int.) | Manuela Maleeva     | 6-1, 1-6, 6-4      | Parcours |
| 16 | 01-04-1985 | Ford Cup-4 Woman Special, Palm Beach           |            | 200 000 $   | Terre (ext.)    | Chris Evert         | 6-3, 6-3           | Parcours |
| 17 | 28-10-1985 | European Indoors, Zurich                       |            | 150 000 $   | Dur (int.)      | Zina Garrison       | 6-1, 6-3           | Parcours |
| 18 | 18-11-1985 | Family Circle New South Wales, Sydney          |            | 150 000 $   | Gazon (ext.)    | Martina Navrátilová | 3-6, 6-1, 6-2      | Parcours |
| 19 | 17-03-1986 | Virginia Slims Championships, New York         | Masters    | 500 000 $   | Moquette (int.) | Martina Navrátilová | 6-2, 6-0, 3-6, 6-1 | Parcours |
| 20 | 23-06-1986 | The Championships, Wimbledon                   | G. Chelem  | 1 204 980 $ | Gazon (ext.)    | Martina Navrátilová | 7-6, 6-3           | Parcours |
| 21 | 13-10-1986 | Porsche Grand Prix, Filderstadt                |            | 175 000 $   | Dur (int.)      | Martina Navrátilová | 6-2, 6-3           | Parcours |
| 22 | 03-11-1986 | Virginia Slims of New England, Worcester       |            | 250 000 $   | Moquette (int.) | Martina Navrátilová | 6-2, 6-2           | Parcours |
| 23 | 10-11-1986 | Virginia Slims of Chicago, Chicago             |            | 150 000 $   | Moquette (int.) | Martina Navrátilová | 7-5, 7-5           | Parcours |
| 24 | 13-04-1987 | Bausch & Lomb/WTA Championships, Amelia Island |            | 300 000 $   | Terre (ext.)    | Steffi Graf         | 6-3, 6-4           | Parcours |
| 25 | 26-10-1987 | European Indoors, Zurich                       |            | 150 000 $   | Moquette (int.) | Steffi Graf         | 6-2, 6-2           | Parcours |

### Titres en double dames
| No | Date       | Nom et lieu du tournoi                      | Catégorie      | Dotation    | Surface         | Partenaire           | Finalistes                          | Score         |          |
| -- | ---------- | ------------------------------------------- | -------------- | ----------- | --------------- | -------------------- | ----------------------------------- | ------------- | -------- |
| 1  | 10-12-1979 | Berri South Australia Classic Adélaïde      | Colgate Series | 50 000 $    | Gazon (ext.)    | Virginia Ruzici      | Sue Barker Pam Shriver              | 2-6, 6-4, 6-4 | Parcours |
| 2  | 05-05-1980 | Italian Open Pérouse                        |                | 100 000 $   | Terre (ext.)    | Renáta Tomanová      | Ivanna Madruga Adriana Villagrán    | 6-4, 6-4      | Parcours |
| 3  | 03-11-1980 | Porsche Grand Prix Filderstadt              |                | 125 000 $   | Dur (int.)      | Betty Stöve          | Kathy Jordan Anne Smith             | 6-4, 7-5      | Parcours |
| 4  | 10-11-1980 | Dutch International Indoors Amsterdam       |                | 75 000 $    | Moquette (int.) | Betty Stöve          | Mima Jaušovec Joanne Russell        | 7-6, 7-6      | Parcours |
| 5  | 23-01-1984 | Avon Cup Marco Island                       | VS Tour C2     | 100 000 $   | Terre (ext.)    | Helena Suková        | Anne Hobbs Andrea Jaeger            | 3-6, 6-2, 6-2 | Parcours |
| 6  | 09-04-1984 | Family Circle Cup XII Hilton Head           | VS Tour C4     | 200 000 $   | Terre (ext.)    | Claudia Kohde-Kilsch | Anne Hobbs Sharon Walsh             | 7-5, 6-2      | Parcours |
| 7  | 23-04-1984 | United Airlines Tournament Orlando          | VS Tour C4     | 200 000 $   | Terre (ext.)    | Claudia Kohde-Kilsch | Anne Hobbs Wendy Turnbull           | 6-0, 1-6, 6-3 | Parcours |
| 8  | 18-02-1985 | Virginia Slims of California Oakland        |                | 150 000 $   | Moquette (int.) | Wendy Turnbull       | Rosalyn Fairbank Candy Reynolds     | 4-6, 7-5, 6-1 | Parcours |
| 9  | 15-04-1985 | Sunkist/WTA Championships Amelia Island     |                | 250 000 $   | Terre (ext.)    | Rosalyn Fairbank     | Carling Bassett Chris Evert         | 6-1, 2-6, 6-2 | Parcours |
| 10 | 14-10-1985 | Porsche Classic Filderstadt                 |                | 175 000 $   | Dur (int.)      | Pam Shriver          | Carina Karlsson Tine Scheuer-Larsen | 6-2, 6-1      | Parcours |
| 11 | 28-10-1985 | European Indoors Zurich                     |                | 150 000 $   | Dur (int.)      | Andrea Temesvári     | Claudia Kohde-Kilsch Helena Suková  | 6-4, 3-6, 7-6 | Parcours |
| 12 | 18-11-1985 | Family Circle New South Wales Sydney        |                | 150 000 $   | Gazon (ext.)    | Wendy Turnbull       | Rosalyn Fairbank Candy Reynolds     | 3-6, 7-6, 6-4 | Parcours |
| 13 | 24-02-1986 | Virginia Slims of California Oakland        |                | 150 000 $   | Moquette (int.) | Wendy Turnbull       | Bonnie Gadusek Helena Suková        | 7-6, 6-1      | Parcours |
| 14 | 17-03-1986 | Virginia Slims Championships New York       | Masters        | 500 000 $   | Moquette (int.) | Wendy Turnbull       | Claudia Kohde-Kilsch Helena Suková  | 6-4, 6-7, 6-3 | Parcours |
| 15 | 29-12-1986 | Jason 2000 Classic Brisbane                 |                | 150 000 $   | Gazon (ext.)    | Wendy Turnbull       | Betsy Nagelsen Elizabeth Smylie     | 6-4, 6-3      | Parcours |
| 16 | 09-02-1987 | Virginia Slims of California San Francisco  |                | 150 000 $   | Moquette (int.) | Wendy Turnbull       | Zina Garrison Gabriela Sabatini     | 6-4, 7-6      | Parcours |
| 17 | 06-03-1989 | Virginia Slims of Palm Springs Palm Springs | Tier III       | 250 000 $   | Dur (ext.)      | Pam Shriver          | Rosalyn Fairbank Gretchen Magers    | 6-3, 6-7, 6-3 | Parcours |
| 18 | 03-04-1989 | Family Circle Mag. Cup Hilton Head          | Tier II        | 300 000 $   | Terre (ext.)    | Martina Navrátilová  | Mary Lou Daniels Wendy White        | 6-4, 6-1      | Parcours |
| 19 | 28-08-1989 | US Open Flushing Meadows                    | G. Chelem      | 2 138 000 $ | Dur (ext.)      | Martina Navrátilová  | Mary Joe Fernández Pam Shriver      | 5-7, 6-4, 6-4 | Parcours |

### Finales en double dames
| No | Date       | Nom et lieu du tournoi                          | Catégorie  | Dotation    | Surface         | Vainqueures                        | Partenaire           | Score         |          |
| -- | ---------- | ----------------------------------------------- | ---------- | ----------- | --------------- | ---------------------------------- | -------------------- | ------------- | -------- |
| 1  | 21-07-1980 | Sparkassen Austrian Cup Kitzbühel               |            | 50 000 $    | Terre (ext.)    | Claudia Kohde-Kilsch Eva Pfaff     | Renáta Tomanová      | Forfait       | Parcours |
| 2  | 27-10-1980 | Stockholm Open Stockholm                        |            | 75 000 $    | Moquette (int.) | Mima Jaušovec Virginia Ruzici      | Betty Stöve          | 6-2, 6-1      | Parcours |
| 3  | 02-02-1981 | Avon Championships of Detroit Détroit           |            | 150 000 $   | Moquette (int.) | Rosie Casals Wendy Turnbull        | Betty Stöve          | 6-4, 6-2      | Parcours |
| 4  | 11-04-1983 | Lipton WTA Championships Amelia Island          |            | 250 000 $   | Terre (ext.)    | Rosalyn Fairbank Candy Reynolds    | Virginia Ruzici      | 6-4, 6-2      | Parcours |
| 5  | 21-11-1983 | NSW Building Society Sydney                     |            | 150 000 $   | Gazon (ext.)    | Anne Hobbs Wendy Turnbull          | Helena Suková        | 6-4, 6-3      | Parcours |
| 6  | 28-05-1984 | Roland-Garros Paris                             | G. Chelem  | 680 000 $   | Terre (ext.)    | Martina Navrátilová Pam Shriver    | Claudia Kohde-Kilsch | 5-7, 6-3, 6-2 | Parcours |
| 7  | 20-08-1984 | Player’s Canadian Open Montréal                 |            | 200 000 $   | Dur (ext.)      | Kathy Jordan Elizabeth Sayers      | Claudia Kohde-Kilsch | 6-1, 6-2      | Parcours |
| 8  | 29-10-1984 | European Indoors Zurich                         | VS Tour C3 | 50 000 $    | Moquette (int.) | Andrea Leand Andrea Temesvári      | Claudia Kohde-Kilsch | 6-1, 6-3      | Parcours |
| 9  | 05-02-1985 | Lipton International Championships Delray Beach |            | 750 000 $   | Dur (ext.)      | Gigi Fernández Martina Navrátilová | Kathy Jordan         | 7-6, 6-2      | Parcours |
| 10 | 29-07-1985 | Virginia Slims of Los Angeles Manhattan Beach   |            | 250 000 $   | Dur (ext.)      | Claudia Kohde-Kilsch Helena Suková | Wendy Turnbull       | 6-4, 6-2      | Parcours |
| 11 | 03-03-1986 | US Indoors Princeton                            |            | 150 000 $   | Moquette (int.) | Kathy Jordan Elizabeth Smylie      | Helena Suková        | 6-3, 7-5      | Parcours |
| 12 | 10-03-1986 | Virginia Slims of Dallas Dallas                 |            | 250 000 $   | Moquette (int.) | Claudia Kohde-Kilsch Helena Suková | Wendy Turnbull       | 4-6, 7-5, 6-4 | Parcours |
| 13 | 23-06-1986 | The Championships Wimbledon                     | G. Chelem  | 1 204 980 $ | Gazon (ext.)    | Martina Navrátilová Pam Shriver    | Wendy Turnbull       | 6-1, 6-3      | Parcours |
| 14 | 25-08-1986 | US Open Flushing Meadows                        | G. Chelem  | 1 400 000 $ | Dur (ext.)      | Martina Navrátilová Pam Shriver    | Wendy Turnbull       | 6-4, 3-6, 6-3 | Parcours |
| 15 | 13-04-1987 | Bausch & Lomb/WTA Championships Amelia Island   |            | 300 000 $   | Terre (ext.)    | Steffi Graf Gabriela Sabatini      | Wendy Turnbull       | 3-6, 6-3, 7-5 | Parcours |
| 16 | 15-02-1988 | Virginia Slims of California Oakland            | Tier III   | 250 000 $   | Moquette (int.) | Rosie Casals Martina Navrátilová   | Jana Novotná         | 6-4, 6-4      | Parcours |
| 17 | 23-10-1989 | Midland Group Championships Brighton            | Tier III   | 250 000 $   | Moquette (int.) | Katrina Adams Lori McNeil          | Jana Novotná         | 4-6, 7-6, 6-4 | Parcours |
| 18 | 01-01-1990 | Danone Open Brisbane                            | Tier IV    | 150 000 $   | Dur (ext.)      | Jana Novotná Helena Suková         | Pam Shriver          | 6-3, 6-1      | Parcours |
| 19 | 14-05-1990 | Lufthansa Cup German Open Berlin                | Tier I     | 500 000 $   | Terre (ext.)    | Nicole Provis Elna Reinach         | Jana Novotná         | 6-2, 6-1      | Parcours |

### Finale en double mixte
| No | Date       | Nom et lieu du tournoi | Catégorie | Dotation    | Surface    | Vainqueures                  | Partenaire | Score        |          |
| -- | ---------- | ---------------------- | --------- | ----------- | ---------- | ---------------------------- | ---------- | ------------ | -------- |
| 1  | 28-12-1988 | Hopman Cup I Perth     | ITF       | 250 000 AU$ | Dur (int.) | Helena Suková Miloslav Mečíř | Pat Cash   | 2 matchs à 0 | Parcours |

## Parcours en Grand Chelem

### En simple dames
| Année | Open d'Australie (janvier) | Open d'Australie (janvier) | Internationaux de France | Internationaux de France | Wimbledon      | Wimbledon           | US Open        | US Open              | Open d'Australie (décembre) | Open d'Australie (décembre) |
| ----- | -------------------------- | -------------------------- | ------------------------ | ------------------------ | -------------- | ------------------- | -------------- | -------------------- | --------------------------- | --------------------------- |
| 1978  | n/a                        | n/a                        | 2e tour (1/16)           | Fiorella Bonicelli       | -              | -                   | 3e tour (1/16) | Lesley Hunt          | -                           | -                           |
| 1979  | n/a                        | n/a                        | 1/4 de finale            | Wendy Turnbull           | 4e tour (1/8)  | Billie Jean King    | 2e tour (1/32) | Caroline Stoll       | 1/4 de finale               | Barbara Jordan              |
| 1980  | n/a                        | n/a                        | 1/2 finale               | Chris Evert              | 4e tour (1/8)  | Evonne Goolagong    | Finale         | Chris Evert          | Victoire                    | Wendy Turnbull              |
| 1981  | n/a                        | n/a                        | Victoire                 | Sylvia Hanika            | Finale         | Chris Evert         | 1/4 de finale  | Chris Evert          | 1/4 de finale               | Chris Evert                 |
| 1982  | n/a                        | n/a                        | 1/2 finale               | Martina Navrátilová      | 2e tour (1/32) | Candy Reynolds      | Finale         | Chris Evert          | 2e tour (1/16)              | Eva Pfaff                   |
| 1983  | n/a                        | n/a                        | 1/4 de finale            | Chris Evert              | 4e tour (1/8)  | Jennifer Mundel     | 1/4 de finale  | Chris Evert          | 2e tour (1/16)              | Sharon Walsh                |
| 1984  | n/a                        | n/a                        | 1/2 finale               | Martina Navrátilová      | 1/2 finale     | Chris Evert         | 1/4 de finale  | Carling Bassett      | -                           | -                           |
| 1985  | n/a                        | n/a                        | 1/4 de finale            | Claudia Kohde-Kilsch     | 3e tour (1/16) | Elizabeth Smylie    | Victoire       | Martina Navrátilová  | 1/2 finale                  | Martina Navrátilová         |
| 1986  | n/a                        | n/a                        | 1/2 finale               | Chris Evert              | Finale         | Martina Navrátilová | 4e tour (1/8)  | Wendy Turnbull       | n/a                         | n/a                         |
| 1987  | Victoire                   | Martina Navrátilová        | 2e tour (1/32)           | Nathalie Herreman        | -              | -                   | 4e tour (1/8)  | Claudia Kohde-Kilsch | n/a                         | n/a                         |
| 1988  | 1/4 de finale              | Steffi Graf                | 2e tour (1/32)           | Bettina Fulco            | 3e tour (1/16) | Anne Minter         | -              | -                    | n/a                         | n/a                         |
| 1989  | 4e tour (1/8)              | Martina Navrátilová        | 1er tour (1/64)          | Andrea Vieira            | 4e tour (1/8)  | Martina Navrátilová | 3e tour (1/16) | Donna Faber          | n/a                         | n/a                         |
| 1990  | 3e tour (1/16)             | Angélica Gavaldón          | -                        | -                        | 2e tour (1/32) | Ann Henricksson     | -              | -                    | n/a                         | n/a                         |

À droite du résultat, l’ultime adversaire.

### En double dames
| Année | Open d'Australie (janvier)  | Open d'Australie (janvier) | Internationaux de France    | Internationaux de France   | Wimbledon                   | Wimbledon                   | US Open                     | US Open                    | Open d'Australie (décembre) | Open d'Australie (décembre) |
| ----- | --------------------------- | -------------------------- | --------------------------- | -------------------------- | --------------------------- | --------------------------- | --------------------------- | -------------------------- | --------------------------- | --------------------------- |
| 1978  | n/a                         | n/a                        | 2e tour (1/8) Iva Budařová  | Helen Anliot R. Maršíková  | 1er tour (1/32) Strachonova | L. Charles Winnie Shaw      | -                           | -                          | -                           | -                           |
| 1979  | n/a                         | n/a                        | 1/4 de finale R. Maršíková  | F. Dürr Virginia Wade      | 2e tour (1/16) R. Maršíková | Kay McDaniel Nancy Yeargin  | -                           | -                          | -                           | -                           |
| 1980  | n/a                         | n/a                        | 1/2 finale R. Tomanová      | I. Madruga A. Villagrán    | 2e tour (1/16) R. Tomanová  | C. Reynolds Paula Smith     | 3e tour (1/8) R. Tomanová   | Pam Shriver Betty Stöve    | 1er tour (1/16) R. Tomanová | Sylvia Hanika Kohde-Kilsch  |
| 1981  | n/a                         | n/a                        | 3e tour (1/8) Betty Stöve   | Bettina Bunge Kohde-Kilsch | -                           | -                           | 1/2 finale P. Teeguarden    | Kathy Jordan Anne Smith    | 2e tour (1/8) Andrea Jaeger | Helena Suková R. Tomanová   |
| 1982  | n/a                         | n/a                        | 3e tour (1/8) Helena Suková | Navrátilová Anne Smith     | 2e tour (1/16) Betty Stöve  | Sandy Collins B. Lemberg    | 3e tour (1/8) Helena Suková | B. Potter Sharon Walsh     | -                           | -                           |
| 1983  | n/a                         | n/a                        | 1/4 de finale V. Ruzici     | Kathy Jordan Anne Smith    | 2e tour (1/16) V. Ruzici    | Sandy Collins Helena Suková | 2e tour (1/16) B. Nagelsen  | Louise Allen Gretchen Rush | -                           | -                           |
| 1984  | n/a                         | n/a                        | Finale Kohde-Kilsch         | Navrátilová Pam Shriver    | 1/4 de finale Kohde-Kilsch  | Navrátilová Pam Shriver     | 3e tour (1/8) Kohde-Kilsch  | C. Jolissaint M. Mesker    | -                           | -                           |
| 1985  | n/a                         | n/a                        | 3e tour (1/8) Anne Smith    | B. Nagelsen Anne White     | 1/2 finale W. Turnbull      | Navrátilová Pam Shriver     | 1/2 finale W. Turnbull      | Navrátilová Pam Shriver    | 2e tour (1/8) W. Turnbull   | Chris Evert C. Lindqvist    |
| 1986  | n/a                         | n/a                        | 1/2 finale W. Turnbull      | Navrátilová A. Temesvári   | Finale W. Turnbull          | Navrátilová Pam Shriver     | Finale W. Turnbull          | Navrátilová Pam Shriver    | n/a                         | n/a                         |
| 1987  | 1/4 de finale W. Turnbull   | Zina Garrison Lori McNeil  | 1er tour (1/32) C. Tanvier  | K. Skronská M. Jaggard     | -                           | -                           | 3e tour (1/8) W. Turnbull   | Jo Durie Sharon Walsh      | n/a                         | n/a                         |
| 1988  | 1/4 de finale Jana Novotná  | Navrátilová Pam Shriver    | 3e tour (1/8) Elise Burgin  | Jenny Byrne J. Thompson    | 2e tour (1/16) B. Potter    | M. Lindström C. Porwik      | -                           | -                          | n/a                         | n/a                         |
| 1989  | 1er tour (1/32) B. Potter   | Henricksson Beth Herr      | 3e tour (1/8) Elise Burgin  | Tine Scheuer C. Tanvier    | 3e tour (1/8) Chris Evert   | G. Fernández Lori McNeil    | Victoire Navrátilová        | MJ Fernández Pam Shriver   | n/a                         | n/a                         |
| 1990  | 1er tour (1/32) Pam Shriver | Jo-Anne Faull R. McQuillan | -                           | -                          | -                           | -                           | -                           | -                          | n/a                         | n/a                         |

Sous le résultat, la partenaire ; à droite, l’ultime équipe adverse.

### En double mixte
| Année | Open d'Australie (janvier), | Open d'Australie (janvier), | Internationaux de France | Internationaux de France | Wimbledon                    | Wimbledon                  | US Open                    | US Open                   | Open d'Australie (décembre), | Open d'Australie (décembre), |
| ----- | --------------------------- | --------------------------- | ------------------------ | ------------------------ | ---------------------------- | -------------------------- | -------------------------- | ------------------------- | ---------------------------- | ---------------------------- |
| 1985  | n/a                         | n/a                         | -                        | -                        | -                            | -                          | 2e tour (1/8) Ilie Năstase | Virginia Wade Kim Warwick | n/a                          | n/a                          |
| 1986  | n/a                         | n/a                         | -                        | -                        | 1er tour (1/32) Paul McNamee | Elise Burgin David Graham  | 1er tour (1/16) M. Fancutt | E. Smylie J. Fitzgerald   | n/a                          | n/a                          |
| 1987  | 1er tour (1/16) M. Fancutt  | Lori McNeil Tim Pawsat      | -                        | -                        | -                            | -                          | -                          | -                         | n/a                          | n/a                          |
| 1988  | -                           | -                           | -                        | -                        | 1er tour (1/32) van Rensburg | Julie Salmon N. Fulwood    | -                          | -                         | n/a                          | n/a                          |
| 1989  | -                           | -                           | -                        | -                        | 2e tour (1/16) M. Woodforde  | MJ Fernández David Wheaton | -                          | -                         | n/a                          | n/a                          |
| 1990  | -                           | -                           | -                        | -                        | 2e tour (1/16) M. Woodforde  | Anke Huber G. Michibata    | -                          | -                         | n/a                          | n/a                          |

Sous le résultat, le partenaire ; à droite, l’ultime équipe adverse.

## Parcours aux Masters

### En simple dames
| #  | Date       | Nom de l'édition                            | ($)       | Surface         | Résultat              | Ultime adversaire   | Score              |          |
| -- | ---------- | ------------------------------------------- | --------- | --------------- | --------------------- | ------------------- | ------------------ | -------- |
| 1  | 07/01/1981 | Colgate Series Championships Washington     | 250 000   | Moquette (int.) | 1/4 de finale         | Wendy Turnbull      | 4-6, 6-3, 6-3      | Parcours |
| 2  | 23/03/1981 | Avon Circuit Championships New York         | 300 000   | Moquette (int.) | 1/4 de finale         | Sylvia Hanika       | 1-6, 6-1, 6-0      | Parcours |
| 3  | 14/12/1981 | Toyota Series Championships East Rutherford | 250 000   | Dur (int.)      | Round Robin (défaite) | Andrea Jaeger       | 6-4, 6-1           | Parcours |
| 3  | 14/12/1981 | Toyota Series Championships East Rutherford | 250 000   | Dur (int.)      | Round Robin (défaite) | Mima Jaušovec       | 6-3, 6-3           | Parcours |
| 4  | 13/12/1982 | Toyota Series Championships East Rutherford | 300 000   | Dur (int.)      | 1/2 finale            | Martina Navrátilová | 7-6, 6-1           | Parcours |
| 5  | 21/03/1983 | Virginia Slims Championships New York       | 350 000   | Moquette (int.) | 1er tour (1/8)        | Martina Navrátilová | 4-6, 6-1, 6-0      | Parcours |
| 6  | 27/02/1984 | Virginia Slims Championships New York       | 500 000   | Moquette (int.) | 1/4 de finale         | Pam Shriver         | 6-3, 7-6           | Parcours |
| 7  | 18/03/1985 | Virginia Slims Championships New York       | 500 000   | Moquette (int.) | 1/2 finale            | Martina Navrátilová | 7-5, 7-6           | Parcours |
| 8  | 17/03/1986 | Virginia Slims Championships New York       | 500 000   | Moquette (int.) | Finale                | Martina Navrátilová | 6-2, 6-0, 3-6, 6-1 | Parcours |
| 9  | 17/11/1986 | Virginia Slims Championships New York       | 500 000   | Moquette (int.) | 1/4 de finale         | Pam Shriver         | 4-6, 7-5, 6-1      | Parcours |
| 10 | 16/11/1987 | Virginia Slims Championships New York       | 500 000   | Moquette (int.) | 1er tour (1/8)        | Raffaella Reggi     | 7-5, ab.           | Parcours |
| 11 | 13/11/1989 | Virginia Slims Championships New York       | 1 000 000 | Moquette (int.) | 1er tour (1/8)        | Manuela Maleeva     | 6-1, 6-1           | Parcours |

### En double dames
| # | Date       | Nom de l'édition                      | ($)     | Surface         | Résultat   | Partenaire     | Ultimes adversaires                | Score         |          |
| - | ---------- | ------------------------------------- | ------- | --------------- | ---------- | -------------- | ---------------------------------- | ------------- | -------- |
| 1 | 17/03/1986 | Virginia Slims Championships New York | 500 000 | Moquette (int.) | Victoire   | Wendy Turnbull | Claudia Kohde-Kilsch Helena Suková | 6-4, 6-7, 6-3 | Parcours |
| 2 | 17/11/1986 | Virginia Slims Championships New York | 500 000 | Moquette (int.) | 1/2 finale | Wendy Turnbull | Martina Navrátilová Pam Shriver    | 1-6, 6-1, 6-1 | Parcours |

## Parcours en Coupe de la Fédération
| #                                                                                   | Date       | Lieu        | Surface                          | Gagnante(s)                        | Perdante(s)                         | Score         |          |
|                                                                                     |            |             |                                  |                                    |                                     |               |          |
| 1978 - 1er tour (groupe mondial) - Tchécoslovaquie - Portugal - 3 : 0               |            |             |                                  |                                    |                                     |               |          |
| 1                                                                                   | 27/11/1978 | Melbourne   |                                  | Hana Mandlíková Hana Strachonova   | M. Cabral-Lencastre Leonora Peralta | 6-1, 6-1      | Parcours |
|                                                                                     |            |             |                                  |                                    |                                     |               |          |
| 1978 - 2e tour (groupe mondial) - Tchécoslovaquie - Indonésie - 3 : 0               |            |             |                                  |                                    |                                     |               |          |
| 2                                                                                   | 27/11/1978 | Melbourne   |                                  | Hana Mandlíková Hana Strachonova   | Lita Sugiarto Yolanda Sumarno       | 7-5, 6-1      | Parcours |
|                                                                                     |            |             |                                  |                                    |                                     |               |          |
| 1978 - 1/4 de finale (groupe mondial) - Grande-Bretagne - Tchécoslovaquie - 2 : 1   |            |             |                                  |                                    |                                     |               |          |
| 3                                                                                   | 27/11/1978 | Melbourne   |                                  | Sue Barker Virginia Wade           | Hana Mandlíková Renáta Tomanová     | 8-6, 7-5      | Parcours |
|                                                                                     |            |             |                                  |                                    |                                     |               |          |
| 1979 - 1er tour (groupe mondial) - Hongrie - Tchécoslovaquie - 0 : 3                |            |             |                                  |                                    |                                     |               |          |
| 4                                                                                   | 30/04/1979 | Madrid      | Terre (ext.)                     | Hana Mandlíková                    | Anna Nemeth                         | 6-1, 6-4      | Parcours |
| 4                                                                                   | 30/04/1979 | Madrid      | Terre (ext.)                     | Hana Mandlíková Regina Maršíková   | Éva Rózsavölgyi Judith Szörényi     | 6-2, 6-3      | Parcours |
|                                                                                     |            |             |                                  |                                    |                                     |               |          |
| 1979 - 2e tour (groupe mondial) - Suède - Tchécoslovaquie - 1 : 2                   |            |             |                                  |                                    |                                     |               |          |
| 5                                                                                   | 30/04/1979 | Madrid      | Terre (ext.)                     | Hana Mandlíková                    | Lena Sandin                         | 6-3, 6-2      | Parcours |
| 5                                                                                   | 30/04/1979 | Madrid      | Terre (ext.)                     | Helen Anliot Mimi Wikstedt         | Hana Mandlíková Regina Maršíková    | 3-6, 6-1, 6-1 | Parcours |
|                                                                                     |            |             |                                  |                                    |                                     |               |          |
| 1979 - 1/4 de finale (groupe mondial) - Tchécoslovaquie - Grande-Bretagne - 3 : 0   |            |             |                                  |                                    |                                     |               |          |
| 6                                                                                   | 30/04/1979 | Madrid      | Terre (ext.)                     | Hana Mandlíková                    | Sue Barker                          | 3-6, 8-6, 6-4 | Parcours |
| 6                                                                                   | 30/04/1979 | Madrid      | Terre (ext.)                     | Hana Mandlíková Renáta Tomanová    | Anne Hobbs Michelle Tyler           | 8-6, 7-5      | Parcours |
|                                                                                     |            |             |                                  |                                    |                                     |               |          |
| 1979 - 1/2 finale (groupe mondial) - Tchécoslovaquie - Australie - 0 : 3            |            |             |                                  |                                    |                                     |               |          |
| 7                                                                                   | 30/04/1979 | Madrid      | Terre (ext.)                     | Kerry Reid                         | Hana Mandlíková                     | 6-4, 6-3      | Parcours |
|                                                                                     |            |             |                                  |                                    |                                     |               |          |
| 1980 - 1er tour (groupe mondial) - Tchécoslovaquie - Hongrie - 3 : 0                |            |             |                                  |                                    |                                     |               |          |
| 8                                                                                   | 19/05/1980 | Berlin      | Terre (ext.)                     | Hana Mandlíková                    | Judith Szörényi                     | 6-3, 6-1      | Parcours |
|                                                                                     |            |             |                                  |                                    |                                     |               |          |
| 1980 - 2e tour (groupe mondial) - Tchécoslovaquie - Yougoslavie - 3 : 0             |            |             |                                  |                                    |                                     |               |          |
| 9                                                                                   | 19/05/1980 | Berlin      | Terre (ext.)                     | Hana Mandlíková                    | Mima Jaušovec                       | 6-3, 6-4      | Parcours |
|                                                                                     |            |             |                                  |                                    |                                     |               |          |
| 1980 - 1/4 de finale (groupe mondial) - Tchécoslovaquie - Roumanie - 2 : 1          |            |             |                                  |                                    |                                     |               |          |
| 10                                                                                  | 19/05/1980 | Berlin      | Terre (ext.)                     | Virginia Ruzici                    | Hana Mandlíková                     | 2-6, 6-2, 6-2 | Parcours |
| 10                                                                                  | 19/05/1980 | Berlin      | Terre (ext.)                     | Hana Mandlíková Renáta Tomanová    | Florenta Mihai Virginia Ruzici      | 7-6, 3-6, 6-4 | Parcours |
|                                                                                     |            |             |                                  |                                    |                                     |               |          |
| 1980 - 1/2 finale (groupe mondial) - États-Unis - Tchécoslovaquie - 3 : 0           |            |             |                                  |                                    |                                     |               |          |
| 11                                                                                  | 19/05/1980 | Berlin      | Terre (ext.)                     | Tracy Austin                       | Hana Mandlíková                     | 6-3, 4-6, 6-2 | Parcours |
|                                                                                     |            |             |                                  |                                    |                                     |               |          |
| 1981 - 1er tour (groupe mondial) - Suède - Tchécoslovaquie - 0 : 3                  |            |             |                                  |                                    |                                     |               |          |
| 12                                                                                  | 09/11/1981 | Tokyo       | Terre (ext.)                     | Hana Mandlíková                    | Elizabeth Ekblom                    | 6-2, 6-3      | Parcours |
| 12                                                                                  | 09/11/1981 | Tokyo       | Terre (ext.)                     | Hana Mandlíková Renáta Tomanová    | Catarina Lindqvist Mimi Wikstedt    | 4-6, 7-6, 6-2 | Parcours |
|                                                                                     |            |             |                                  |                                    |                                     |               |          |
| 1981 - 2e tour (groupe mondial) - URSS - Tchécoslovaquie - 2 : 1                    |            |             |                                  |                                    |                                     |               |          |
| 13                                                                                  | 09/11/1981 | Tokyo       | Terre (ext.)                     | Hana Mandlíková                    | Elena Eliseenko                     | 7-6, 6-1      | Parcours |
| 13                                                                                  | 09/11/1981 | Tokyo       | Terre (ext.)                     | Svetlana Cherneva Olga Zaitseva    | Hana Mandlíková Renáta Tomanová     | 6-4, 6-3      | Parcours |
|                                                                                     |            |             |                                  |                                    |                                     |               |          |
| 1982 - 1er tour (groupe mondial) - Tchécoslovaquie - Canada - 2 : 1                 |            |             |                                  |                                    |                                     |               |          |
| 14                                                                                  | 19/07/1982 | Santa Clara | Dur (ext.)                       | Hana Mandlíková                    | Marjorie Blackwood                  | 6-2, 6-1      | Parcours |
|                                                                                     |            |             |                                  |                                    |                                     |               |          |
| 1982 - 2e tour (groupe mondial) - Tchécoslovaquie - Philippines - 3 : 0             |            |             |                                  |                                    |                                     |               |          |
| 15                                                                                  | 19/07/1982 | Santa Clara | Dur (ext.)                       | Hana Mandlíková                    | Pia Tamayo                          | 2-6, 6-2, 6-0 | Parcours |
| 15                                                                                  | 19/07/1982 | Santa Clara | Dur (ext.)                       | Hana Mandlíková Helena Suková      | Dyan Castillejo Pia Tamayo          | 6-3, 6-0      | Parcours |
|                                                                                     |            |             |                                  |                                    |                                     |               |          |
| 1982 - 1/4 de finale (groupe mondial) - Tchécoslovaquie - Grande-Bretagne - 2 : 1   |            |             |                                  |                                    |                                     |               |          |
| 16                                                                                  | 19/07/1982 | Santa Clara | Dur (ext.)                       | Hana Mandlíková                    | Sue Barker                          | 6-7, 7-6, 6-3 | Parcours |
|                                                                                     |            |             |                                  |                                    |                                     |               |          |
| 1982 - 1/2 finale (groupe mondial) - États-Unis - Tchécoslovaquie - 3 : 0           |            |             |                                  |                                    |                                     |               |          |
| 17                                                                                  | 19/07/1982 | Santa Clara | Dur (ext.)                       | Martina Navrátilová                | Hana Mandlíková                     | 6-4, 0-6, 6-1 | Parcours |
| 17                                                                                  | 19/07/1982 | Santa Clara | Dur (ext.)                       | Chris Evert Martina Navrátilová    | Hana Mandlíková Helena Suková       | 6-3, 6-2      | Parcours |
|                                                                                     |            |             |                                  |                                    |                                     |               |          |
| 1983 - 1er tour (groupe mondial) - Tchécoslovaquie - Pérou - 3 : 0                  |            |             |                                  |                                    |                                     |               |          |
| 18                                                                                  | 18/07/1983 | Zurich      | Terre (ext.)                     | Hana Mandlíková                    | Laura Arraya                        | 7-6, 6-4      | Parcours |
|                                                                                     |            |             |                                  |                                    |                                     |               |          |
| 1983 - 2e tour (groupe mondial) - Tchécoslovaquie - Italie - 2 : 1                  |            |             |                                  |                                    |                                     |               |          |
| 19                                                                                  | 18/07/1983 | Zurich      | Terre (ext.)                     | Hana Mandlíková                    | Sabina Simmonds                     | 6-3, 6-3      | Parcours |
| 19                                                                                  | 18/07/1983 | Zurich      | Terre (ext.)                     | Hana Mandlíková Helena Suková      | Sandra Cecchini Raffaella Reggi     | 6-1, 6-4      | Parcours |
|                                                                                     |            |             |                                  |                                    |                                     |               |          |
| 1983 - 1/4 de finale (groupe mondial) - Tchécoslovaquie - Argentine - 2 : 0         |            |             |                                  |                                    |                                     |               |          |
| 20                                                                                  | 18/07/1983 | Zurich      | Terre (ext.)                     | Hana Mandlíková                    | Ivanna Madruga-Osses                | 6-4, 6-3      | Parcours |
|                                                                                     |            |             |                                  |                                    |                                     |               |          |
| 1983 - 1/2 finale (groupe mondial) - États-Unis - Tchécoslovaquie - 0 : 2           |            |             |                                  |                                    |                                     |               |          |
| 21                                                                                  | 18/07/1983 | Zurich      | Terre (ext.)                     | Hana Mandlíková                    | Andrea Jaeger                       | 7-6, 5-7, 6-3 | Parcours |
|                                                                                     |            |             |                                  |                                    |                                     |               |          |
| 1983 - Finale (groupe mondial) - Tchécoslovaquie - Allemagne de l'Ouest - 2 : 1     |            |             |                                  |                                    |                                     |               |          |
| 22                                                                                  | 17/07/1983 | Zurich      | Terre (ext.)                     | Hana Mandlíková                    | Bettina Bunge                       | 6-2, 3-0, ab. | Parcours |
|                                                                                     |            |             |                                  |                                    |                                     |               |          |
| 1984 - 1er tour (groupe mondial) - Venezuela - Tchécoslovaquie - 0 : 3              |            |             |                                  |                                    |                                     |               |          |
| 23                                                                                  | 16/07/1984 | São Paulo   | Terre (ext.)                     | Hana Mandlíková                    | Stefania Sernaglia                  | 6-0, 6-2      | Parcours |
|                                                                                     |            |             |                                  |                                    |                                     |               |          |
| 1984 - 2e tour (groupe mondial) - Grèce - Tchécoslovaquie - 0 : 3                   |            |             |                                  |                                    |                                     |               |          |
| 24                                                                                  | 16/07/1984 | São Paulo   | Terre (ext.)                     | Hana Mandlíková                    | A. Kanellopoúlou                    | 6-1, 7-5      | Parcours |
|                                                                                     |            |             |                                  |                                    |                                     |               |          |
| 1984 - 1/4 de finale (groupe mondial) - France - Tchécoslovaquie - 0 : 3            |            |             |                                  |                                    |                                     |               |          |
| 25                                                                                  | 16/07/1984 | São Paulo   | Terre (ext.)                     | Hana Mandlíková                    | Catherine Tanvier                   | 6-3, 6-4      | Parcours |
|                                                                                     |            |             |                                  |                                    |                                     |               |          |
| 1984 - 1/2 finale (groupe mondial) - Yougoslavie - Tchécoslovaquie - 0 : 3          |            |             |                                  |                                    |                                     |               |          |
| 26                                                                                  | 16/07/1984 | São Paulo   | Terre (ext.)                     | Hana Mandlíková                    | Mima Jaušovec                       | 2-6, 6-3, 6-4 | Parcours |
|                                                                                     |            |             |                                  |                                    |                                     |               |          |
| 1984 - Finale (groupe mondial) - Australie - Tchécoslovaquie - 1 : 2                |            |             |                                  |                                    |                                     |               |          |
| 27                                                                                  | 15/07/1984 | São Paulo   | Terre (ext.)                     | Hana Mandlíková                    | Elizabeth Sayers                    | 6-1, 6-0      | Parcours |
| 27                                                                                  | 15/07/1984 | São Paulo   | Terre (ext.)                     | Hana Mandlíková Helena Suková      | Elizabeth Sayers Wendy Turnbull     | 6-2, 6-2      | Parcours |
|                                                                                     |            |             |                                  |                                    |                                     |               |          |
| 1985 - 1er tour (groupe mondial) - Tchécoslovaquie - Grèce - 2 : 1                  |            |             |                                  |                                    |                                     |               |          |
| 28                                                                                  | 08/10/1985 | Nagoya      | Dur (ext.)                       | Hana Mandlíková                    | A. Kanellopoúlou                    | 6-2, 6-0      | Parcours |
|                                                                                     |            |             |                                  |                                    |                                     |               |          |
| 1985 - 2e tour (groupe mondial) - Tchécoslovaquie - Suisse - 2 : 1                  |            |             |                                  |                                    |                                     |               |          |
| 29                                                                                  | 08/10/1985 | Nagoya      | Dur (ext.)                       | Hana Mandlíková                    | C. Jolissaint                       | 7-61, 6-1     | Parcours |
| 29                                                                                  | 08/10/1985 | Nagoya      | Dur (ext.)                       | Hana Mandlíková Helena Suková      | Lilian Drescher C. Jolissaint       | 6-1, 6-2      | Parcours |
|                                                                                     |            |             |                                  |                                    |                                     |               |          |
| 1985 - 1/4 de finale (groupe mondial) - Tchécoslovaquie - Hongrie - 3 : 0           |            |             |                                  |                                    |                                     |               |          |
| 30                                                                                  | 08/10/1985 | Nagoya      | Dur (ext.)                       | Hana Mandlíková                    | Andrea Temesvári                    | 6-3, 6-4      | Parcours |
|                                                                                     |            |             |                                  |                                    |                                     |               |          |
| 1985 - 1/2 finale (groupe mondial) - Tchécoslovaquie - Bulgarie - 2 : 1             |            |             |                                  |                                    |                                     |               |          |
| 31                                                                                  | 08/10/1985 | Nagoya      | Dur (ext.)                       | Hana Mandlíková                    | Manuela Maleeva                     | 3-6, 6-2, 6-1 | Parcours |
| 31                                                                                  | 08/10/1985 | Nagoya      | Dur (ext.)                       | Hana Mandlíková Helena Suková      | Katerina Maleeva Manuela Maleeva    | 6-3, 7-64     | Parcours |
|                                                                                     |            |             |                                  |                                    |                                     |               |          |
| 1985 - Finale (groupe mondial) - Tchécoslovaquie - États-Unis - 2 : 1               |            |             |                                  |                                    |                                     |               |          |
| 32                                                                                  | 06/10/1985 | Nagoya      | Dur (ext.)                       | Hana Mandlíková                    | Kathy Jordan                        | 7-5, 6-1      | Parcours |
|                                                                                     |            |             |                                  |                                    |                                     |               |          |
| 1986 - 1er tour (groupe mondial) - Tchécoslovaquie - Grèce - 3 : 0                  |            |             |                                  |                                    |                                     |               |          |
| 33                                                                                  | 22/07/1986 | Prague      | Terre (ext.)                     | Hana Mandlíková                    | A. Kanellopoúlou                    | 6-1, 5-7, 6-3 | Parcours |
|                                                                                     |            |             |                                  |                                    |                                     |               |          |
| 1986 - 2e tour (groupe mondial) - Tchécoslovaquie - Suisse - 3 : 0                  |            |             |                                  |                                    |                                     |               |          |
| 34                                                                                  | 22/07/1986 | Prague      | Terre (ext.)                     | Hana Mandlíková                    | C. Jolissaint                       | 6-4, 6-1      | Parcours |
|                                                                                     |            |             |                                  |                                    |                                     |               |          |
| 1986 - 1/4 de finale (groupe mondial) - Tchécoslovaquie - Australie - 3 : 0         |            |             |                                  |                                    |                                     |               |          |
| 35                                                                                  | 22/07/1986 | Prague      | Terre (ext.)                     | Hana Mandlíková                    | Wendy Turnbull                      | 6-1, 3-6, 6-1 | Parcours |
|                                                                                     |            |             |                                  |                                    |                                     |               |          |
| 1986 - 1/2 finale (groupe mondial) - Tchécoslovaquie - Argentine - 2 : 1            |            |             |                                  |                                    |                                     |               |          |
| 36                                                                                  | 22/07/1986 | Prague      | Terre (ext.)                     | Hana Mandlíková                    | Gabriela Sabatini                   | 6-2, 6-4      | Parcours |
|                                                                                     |            |             |                                  |                                    |                                     |               |          |
| 1986 - Finale (groupe mondial) - Tchécoslovaquie - États-Unis - 0 : 3               |            |             |                                  |                                    |                                     |               |          |
| 37                                                                                  | 20/07/1986 | Prague      | Terre (ext.)                     | Martina Navrátilová                | Hana Mandlíková                     | 7-5, 6-1      | Parcours |
| 37                                                                                  | 20/07/1986 | Prague      | Terre (ext.)                     | Martina Navrátilová Pam Shriver    | Hana Mandlíková Helena Suková       | 6-4, 6-2      | Parcours |
|                                                                                     |            |             |                                  |                                    |                                     |               |          |
| 1987 - 1er tour (groupe mondial) - Suède - Tchécoslovaquie - 0 : 3                  |            |             |                                  |                                    |                                     |               |          |
| 38                                                                                  | 28/07/1987 | Vancouver   |                                  | Hana Mandlíková                    | Catarina Lindqvist                  | 6-3, 6-2      | Parcours |
| 38                                                                                  | 28/07/1987 | Vancouver   | Hana Mandlíková Jana Novotná     | Catarina Lindqvist Maria Lindström | 6-3, 6-2                            |               | Parcours |
|                                                                                     |            |             |                                  |                                    |                                     |               |          |
| 1987 - 2e tour (groupe mondial) - Yougoslavie - Tchécoslovaquie - 0 : 3             |            |             |                                  |                                    |                                     |               |          |
| 39                                                                                  | 28/07/1987 | Vancouver   |                                  | Hana Mandlíková                    | Sabrina Goleš                       | 6-4, 6-3      | Parcours |
|                                                                                     |            |             |                                  |                                    |                                     |               |          |
| 1987 - 1/4 de finale (groupe mondial) - Canada - Tchécoslovaquie - 1 : 2            |            |             |                                  |                                    |                                     |               |          |
| 40                                                                                  | 28/07/1987 | Vancouver   |                                  | Hana Mandlíková                    | Carling Bassett                     | 6-4, 6-1      | Parcours |
| 40                                                                                  | 28/07/1987 | Vancouver   | Hana Mandlíková Helena Suková    | Jill Hetherington Helen Kelesi     | 7-63, 6-2                           |               | Parcours |
|                                                                                     |            |             |                                  |                                    |                                     |               |          |
| 1987 - 1/2 finale (groupe mondial) - Allemagne de l'Ouest - Tchécoslovaquie - 2 : 1 |            |             |                                  |                                    |                                     |               |          |
| 41                                                                                  | 28/07/1987 | Vancouver   |                                  | Steffi Graf                        | Hana Mandlíková                     | 6-4, 6-1      | Parcours |
| 41                                                                                  | 28/07/1987 | Vancouver   | Steffi Graf Claudia Kohde-Kilsch | Hana Mandlíková Helena Suková      | 7-5, 6-2                            |               | Parcours |

## Classements WTA en fin de saison

### En simple
| Année | 1978 | 1979 | 1980 | 1981 | 1982 | 1983 | 1984 | 1985 | 1986 | 1987 | 1988 | 1989 |
| Rang  | 45   | 17   | 4    | 5    | 7    | 10   | 4    | 3    | 4    | 5    | 29   | 14   |

Source : (en) « Classements de Hana Mandlíková », sur le site officiel du WTA Tour